# Vizuální román
Vizuální román (japonsky ビジュアルノベル, bidžuaru noberu, z anglického spojení slov visual novel) je interaktivní počítačová hra užívající vesměs statickou grafiku, obvykle ve východním stylu kresby.
V japonštině je často rozdíl mezi vlastními vizuálními romány (známé zkráceně jako NVL) a dobrodružnými hrami (zkráceně AVG nebo ADV). Na západě se toto rozlišení obvykle ztrácí, neboť oba typy jsou přímočařejší ve srovnání se západními adventurami.
V Japonsku jsou VN a ADV velice populární a tvoří až 70% vydaných her, nicméně na západě je trh s vizuálními romány malý. Přesto jsou mezi západními příznivci populární některá anime, vytvořená podle slavných vizuálních románů, mezi takové tituly patří např. Air (2000) a Clannad (2004) od Key; Kimi ga nozomu eien (2001) a School Days (2005) od Age; Higuraši no naku koro ni (2002) od 07th Expansion; Fate/stay night (2004) od Type-Moon, Steins;Gate (2009) a série Phoenix Wright (2005).
Vizuální romány jsou se jen zřídkakdy vyrábí pro herní konzole, ale některé více populární hry jsou někdy portovány na systémy jako PlayStation 2 atd. Slavnější vizuální romány jsou také často adaptovány do formy psaných románů, manga komiksů a či do anime.

## Herní principy
Oproti běžným hrám je zde velice zjednodušená hratelnost, která se po většinu doby skládá z klikáním pro pohyb textu, grafiky a zvuků. Tímto se přibližují interaktivním filmům. Současné hry navíc mnohdy nabízejí funkci automatického posouvání, která činí i toto klikání nepotřebným.
Většina vizuálních románů má více dějových linek a více zakončení, herní mechanika se v těchto případech obvykle skládá z několika nesouvislých míst, kde hráč rozhoduje o směru, kterým se hra bude ubírat.
Některé romány do sebe implementují i pokročilejší herní prvky, například bitvy ve formě taktického RPG (Utawarerumono, Kamidori Alchemy Meister, Evenicle) atd.
Pokud je při tvorbě hry použit dabing, často jím nedisponuje hlavní hrdina, kvůli lepší identifikaci hráče s protagonistou a zabránění zahlcení velkým počtem mluvených dialogů, protože hlavní hrdina má obvykle nejvíce dialogových možností.

## Vizuální styl

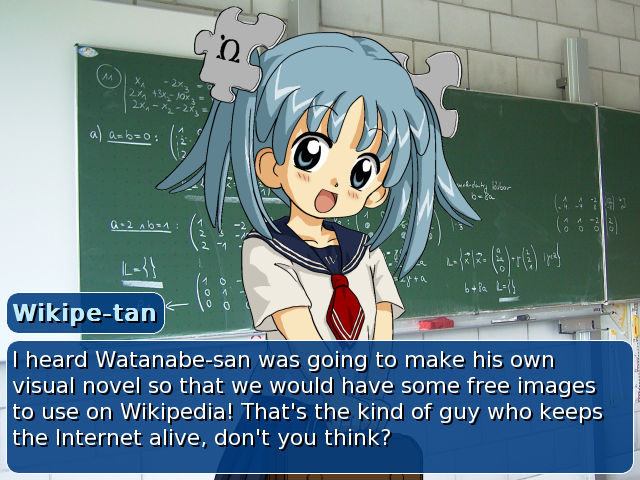
Obrázek vizuálního románu: Vizuální romány se obecně vyznačují dialogovými okny s mluvčími tvořenými sprity

Obecně jsou vizuální romány vyprávěny v první osobě než v třetí, herní události jsou prezentovány z pohledu jedné postavy. Je docela běžné, že základní strukturní jednotka je spíše den než kapitola, se stereotypním probuzením a návratem do postele ohraničujícím události každého dne. Samozřejmě existují výjimky.
V typickém vizuálním románu se grafika skládá ze souboru různých pozadí (obvykle jen jedno pro každé místo ve hře), s herními postavami tvořenými sprity. Výhled je obvykle z pohledu protagonistů, kteří zůstávají neviditelní. V některých důležitých částech hry je statická grafika někdy nahrazena animací, často je pak zobrazena i hlavní postava. Tyto scény lze mnohdy po jejich "odemčení" zhlédnout v menu hry.

## Obsah a žánry
Mnoho grafických románů je zaměřených na drama, a to zejména s tématy týkající se romantiky nebo rodiny, ale jsou běžné i vizuální romány se sci-fi, fantasy a hororovou tematikou.
Původně na PC vycházející vizuální romány tradičně obsahovaly ečči scény, i když celkové zaměření není erotické (dá se to srovnat "povinnými sexuálními scénami" v hollywoodských akčních filmech), nicméně naprostá většina konzolových portů neobsahuje obsah pro dospělé, a řada nových her i pro PC se zaměřuje na všechny věkové kategorie. Přesto je poté většina románů stále následována verzí s přidanými hentai scénami.

## Překlady
Od roku 2007 vznikly téměř všechny významné vizuální romány v Japonsku. Pouze několik získalo licenci v USA a dalších zemích. Kromě oficiálních komerčních překladů existuje neoficiální překladatelská scéna, které se zasloužila o anglický překlad mnohých bezplatných vizuálních románů (např. Narcissu) a několika komerčních prací (např. Umineko no Naku Koro ni či Fate/stay night). Existují i některé ruské překlady.

## České vizuální romány
Od roku 2006 (Colorless Day) vychází vizuální romány i z řad české produkce. Nejvíce jich bylo produkováno díky soutěži na festivalu Animefest v Brně v roce 2009.
- Colorless Days (2006)
- Fest Trip (2008)
- Broken Sky (2008)
- Heartbeat (2009)
- Podzim (2009)
- Enmaku (2009)
- Maido Mánie (2010)
- Rainy Summer (2010)
- Asistent detektiva Zbyška (2012)
- Asistent detektiva Zbyška 2 (2015)
- Sakamiči (2014)